# Чорногорія на Олімпійських іграх
Чорногорія бере участь в Олімпійських іграх, починаючи з 2008 року. Її Національний олімпійський комітет було створено 2006 року й визнано 2007 року. Виступаючи за свою країну, чорногорські спортсмени здобули першу олімпійську медаль, сріблу, на Лондонській олімпіаді. Цього успіху добилася жіноча збірна Чорногорії з гандболу. 

## Зовнішні посилання
- Olympic Medal Winners. International Olympic Committee. Архів оригіналу за 16 липня 2013. Процитовано 14 січня 2008.
- Montenegrin Olympic Committee. International Olympic Committee. Архів оригіналу за 22 липня 2013. Процитовано 14 січня 2008.
- Winners of the Medals from Montenegro. Montenegrin Olympic Committee. Архів оригіналу за 14 жовтня 2007. Процитовано 14 січня 2008.
- Yugoslav Olympic medallists by sports. Olympic Committee of Serbia. Архів оригіналу за 17 січня 2008. Процитовано 14 січня 2008.